# کروزادوی برزیل
کروزادوی برزیل (به انگلیسی: Brazilian cruzado) (به زبان بومی: cruzado brasileiro) با کد ایزوی BRC، یکای پول رایج در کشور برزیل بود. مسئولیت کنترل این واحد پولی برعهدهٔ بانک مرکزی برزیل قرار دارد.